# Canton de Marckolsheim
Le canton de Marckolsheim est une ancienne division administrative française, située dans le département du Bas-Rhin, en région Grand Est.

## Composition
Le canton de Marckolsheim groupait 21 communes :
- Artolsheim : 931 habitants
- Baldenheim : 1 150 habitants
- Bindernheim : 921 habitants
- Bœsenbiesen : 300 habitants
- Bootzheim : 644 habitants
- Diebolsheim : 649 habitants
- Elsenheim : 817 habitants
- Heidolsheim : 469 habitants
- Hessenheim : 582 habitants
- Hilsenheim : 2 523 habitants
- Mackenheim : 727 habitants
- Marckolsheim (chef-lieu) : 4 218 habitants
- Mussig : 1 151 habitants
- Muttersholtz : 1 922 habitants
- Ohnenheim : 882 habitants
- Richtolsheim : 349 habitants
- Saasenheim : 601 habitants
- Schœnau : 584 habitants
- Schwobsheim : 305 habitants
- Sundhouse : 1 578 habitants
- Wittisheim : 2 053 habitants

## Représentation

### Conseillers généraux de 1833 à 2015
| Période                                  | Période      | Identité                         | Étiquette             | Qualité |
| ---------------------------------------- | ------------ | -------------------------------- | --------------------- | --- |
| 1833                                     | 1842         | Joseph André Dispot (1772-1863)  |                       | Procureur du Roi à Schelestadt Maire de Schelestadt (août-sept. 1830)                                                                       |
| 1842                                     | 1854 (décès) | Emile Joseph Reibell (1799-1854) |                       | Conseiller à la Cour d'Appel de Colmar |
| 1854                                     | 1871         | Joseph-Alexis Stoltz,            |                       | Doyen de la Faculté de Médecine de Nancy puis de Strasbourg                                                                                 |
| 1871                                     | 1919         | occupation allemande             |                       | |
| 1919                                     | 1928         | Victor Moschenross               |                       | Médecin à Marckolsheim |
| 1928                                     | 1940         | Robert Brickert                  | PDP                   | Vétérinaire à Sélestat |
|                                          |              |                                  |                       | |
| 1945                                     | 1947 (décès) | Alfred Oberkirch                 | MRP                   | Médecin, sénateur (1946-1947), ancien conseiller général du canton de Wasselonne et du canton de Villé, ancien Président du conseil général |
| 1947                                     | 1949         | Albert Ehm                       | MRP                   | Professeur Sénateur (1947-1950), ancien député                                                                                              |
| 1949                                     | 1976         | Daniel Tubach                    | RPF puis MRP puis CDP | Industriel textile Maire de Baldenheim (1945-1976) Député (1956-1958)                                                                       |
| 1976                                     | 2001         | Louis Rudloff (1929-2008)        | CD puis UDF-CDS       | Exploitant agricole Maire d'Artolsheim |
| 2001                                     | 2015         | Gérard Simler                    | UDF puis DVD          | Médecin généraliste Conseiller municipal de Marckolsheim                                                                                    |
| Les données manquantes sont à compléter. |              |                                  |                       | |

### Conseillers d'arrondissement (de 1833 à 1940)
Le canton de Marckolsheim avait deux conseillers d'arrondissement à partir de 1919
| Période                                  | Période | Identité                         | Étiquette | Qualité |
| ---------------------------------------- | ------- | -------------------------------- | --------- | --- |
| 1833                                     | 1839    | M. Dengler                       |           | Propriétaire à Diebolsheim                                                                                  |
| 1839                                     | 1848    | Sébastien Schloesser (1798-1867) |           | Propriétaire, maire de Ohnenheim                                                                            |
|                                          |         |                                  |           | |
| 1919                                     | 1940    | Lucien Butscha (1865-1940)       | APNA      | Maire de Schoenau (1900-1940), Président du Conseil d'arrondissement                                        |
| 1931                                     | 1940    | Théodore Metzger                 | APNA      | Propriétaire à Hilsenheim                                                                                   |
| 1940                                     |         |                                  |           | Les conseils d'arrondissement ont été suspendus par la loi du 12 octobre 1940 et n'ont jamais été réactivés |
| Les données manquantes sont à compléter. |         |                                  |           | |

## Démographie
| 1962   | 1968   | 1975   | 1982   | 1990   | 1999   | 2006   | 2011   | 2012   |
| ------ | ------ | ------ | ------ | ------ | ------ | ------ | ------ | ------ |
| 18 256 | 17 028 | 16 869 | 17 435 | 17 775 | 19 392 | 21 884 | 23 532 | 23 735 |